# エッマ・アンドリエーヴシカ

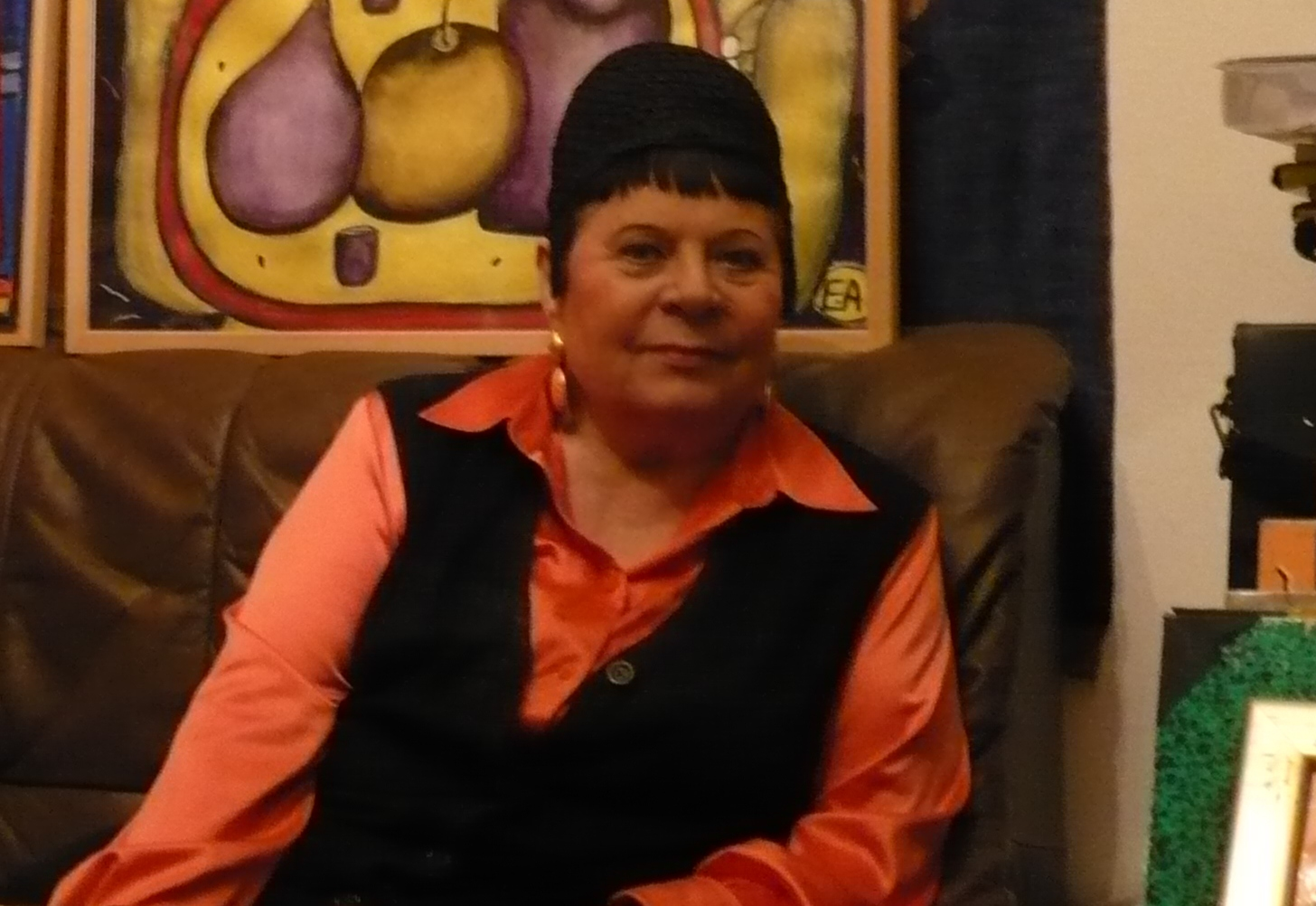
エッマ・アンドリエーヴシカ

エッマ・アンドリエーヴシカ（ウクライナ語：Емма Андієвська；1931年3月19日 - ）はウクライナのドネツィク市出身の詩人、作家、シュルレアリスムの画家である。1949年以後、ミュンヘン在住。ウクライナ国立作家連盟、ウクライナペン・クラブ、ミュンヘン自由アカデミとドイツ画家連盟の一員。

## 概要
ウクライナのドネツィクに生まれた。父は化学者で、母は作物学者だった。エッマは幼いころより病弱であったため、学校に通うことができなかった。子供の治療のために、エッマの家族はヴィーシュホロド（1937年）、それからキエフ（1939年）に移住した。1941年に独ソ戦が勃発し、エッマの父はドイツ軍に登用されないように、キエフから撤退していくソ連軍に射殺された。キエフに残されたエッマとエッマの母は1943年にドイツに移住し、ドイツの町々を周って1949年についにミュンヘンにたどり着いた。
1957年にエッマはミュンヘンにあるウクライナ自由大学を卒業し、ニューヨークに移り住んだ。そこでエッマは、1959年にウクライナ出身の文学評論家、イヴァン・コシュルィーヴェツィと結婚し、1962年にエッマはアメリカの国籍を獲得した。1955年から1995年にかけてエッマはミュンヘンにおけるラジオ『自由』のウクライナ部のアナウンサー、シナリオ作者と部長を務めた。
現在はミュンヘンに在住している。

## 著作

### 小説
| 年     | 題名                   | ウクライナ語の題名            |
| ------ | ---------------------- | ----------------------------- |
| 1971年 | ヘロストラトスたち     | Герострати                    |
| 1973年 | 善人についての諸説     | Роман про добру людину        |
| 1982年 | 人の運命についての小説 | Роман про людське призначення |

### 短散文
| 年     | 題名       | ウクライナ語の題名 |
| ------ | ---------- | ------------------ |
| 1955年 | 旅         | Подорож            |
| 1962年 | 虎たち     | Тигри              |
| 1962年 | ジャラピタ | Джалапіта          |
| 2000年 | 童話       | Казки              |
| 2000年 | 頭の問題   | Проблема голови    |

### 詩集
| 年     | 題名           | ウクライナ語の題名 |
| ------ | -------------- | ------------------ |
| 1951年 | 詩             | Поезія             |
| 1958年 | アイドルの誕生 | Народження ідола   |
| 1961年 | 魚と大きさ     | Риба і розмір      |